# Brakel (Huhn)
Brakel (auch Braekel) sind eine alte Landhuhnrasse aus Belgien, welche zu den Sprenkelhühnern gehört. Bereits im Jahr 1898 bildete sich eine Züchtergemeinschaft in Nederbrakel, heute Gemeinde Brakel in Ostflandern.

## Merkmale
Die Brakelhühner gelten als stattlich in ihrer Landhuhnform. Den vollbefiederten Schwanz tragen sie ziemlich hoch. Sie haben ein gebändertes Sprenkelgefieder. Ihr Rumpf ist eher breit rechteckig, jedoch mit runden Kanten. Die Henne hat nicht den vollen Sattelbehang des Hahnes. Beide Geschlechter verfügen über einen vollen Halsbehang.
Der Schwanz des Hahnes ist üppig und breit und hat lange Sicheln, die Läufe sind schieferblau. Der mittelgroße Kopf trägt einen Einfachkamm mit 5 bis 6 Zacken, wobei die Fahne dem Nacken ein wenig folgt. Die Ohrscheiben sind mittelgroß und bläulich weiß. Die Kehllappen sind mittelgroß. 
Es gab früher zahlreiche Varianten, heute sind nur noch die „silberne“ und die „goldene“ Farbvariante häufig anzutreffen.
Bei den Silbernen sind Kopf und Halsbehang reinweiß, wobei aber jede Feder am Grund leicht schwärzlich ist. Rücken und Sattelbehang sind ebenfalls weiß, jedoch die verdeckten oberen Federhälften sind gezeichnet.
Bei den Goldenen ist die Zeichnungsfarbe goldbraun statt silberweiß.

## Bestand und Gefährdung
Die Rasse Brakel ist selten und gilt als gefährdete Haustierrasse. Der BDRG sowie die GEH haben die Rasse in der „Roten Liste der gefährdeten Nutztierrassen 2013“ in die Gefährdungsklasse III (gefährdet) eingestuft. Danach gab es 2009 in Deutschland noch 188 Hähne und 928 Hennen.